# Campeonato Brasileiro Série A 1999
Il Campeonato Brasileiro Série A 1999 (in italiano Campionato Brasiliano Serie A 1999) è stato la 29ª edizione del massimo campionato brasiliano di calcio.

## Formula
Primo turno: ognuna delle 22 squadre affronta una volta tutte le altre. Si qualificano alla fase finale le prime 8 classificate. Retrocedono in Série B le 4 squadre con la minore media punti relativa ai campionati 1998 e 1999.
Quarti di finale, semifinale e finale: gare in tre partite. Gioca in casa la seconda e l'eventuale terza partita la squadra che ha ottenuto il miglior risultato nel turno precedente. Si qualifica la squadra che vince le prime due partite (in tal caso non si disputa la terza) o che ottiene il miglior risultato dopo la terza.

## Squadre partecipanti
| Squadra          | Città          | Stato              | Stagione 1998                  |
| ---------------- | -------------- | ------------------ | ------------------------------ |
| Atlético Mineiro | Belo Horizonte | Minas Gerais       | 9° in Série A                  |
| Athl. Paranaense | Curitiba       | Paraná             | 16° in Série A                 |
| Botafogo         | Rio de Janeiro | Rio de Janeiro     | 14° in Série A                 |
| Botafogo-SP      | Ribeirão Preto | San Paolo          | 2° in Série B                  |
| Corinthians      | San Paolo      | San Paolo          | Vincitore della Série A        |
| Coritiba         | Curitiba       | Paraná             | Quarti di finale della Série A |
| Cruzeiro         | Belo Horizonte | Minas Gerais       | Finalista della Série A        |
| Flamengo         | Rio de Janeiro | Rio de Janeiro     | 11° in Série A                 |
| Gama             | Gama           | Distretto Federale | 1° in Série B                  |
| Grêmio           | Porto Alegre   | Rio Grande do Sul  | Quarti di finale della Série A |
| Guarani          | Campinas       | San Paolo          | 19° in Série A                 |
| Internacional    | Porto Alegre   | Rio Grande do Sul  | 12° in Série A                 |
| Juventude        | Caxias do Sul  | Rio Grande do Sul  | 18° in Série A                 |
| Palmeiras        | San Paolo      | San Paolo          | Quarti di finale della Série A |
| Paraná           | Curitiba       | Paraná             | 20° in Série A                 |
| Ponte Preta      | Campinas       | San Paolo          | 17° in Série A                 |
| Portuguesa       | San Paolo      | San Paolo          | Semifinalista della Série A    |
| San Paolo        | San Paolo      | San Paolo          | 15° in Série A                 |
| Santos           | Santos         | San Paolo          | Semifinalista della Série A    |
| Sport Recife     | Recife         | Pernambuco         | Quarti di finale della Série A |
| Vasco da Gama    | Rio de Janeiro | Rio de Janeiro     | 10° in Série A                 |
| Vitória          | Salvador       | Bahia              | 13° in Série A                 |

## Primo turno

### Risultati
| Casa/Trasferta | AT-MG | AT-PR | BOT | BO-SP | CRN | CRT | CRU | FLA | GAM | GRÊ | GUA | INT | JUV | PAL | PAR | POP | POR | SPA | SAN | SPO | VAS | VIT |
| -------------- | ----- | ----- | --- | ----- | --- | --- | --- | --- | --- | --- | --- | --- | --- | --- | --- | --- | --- | --- | --- | --- | --- | --- |
| Atlético-MG    |       |       |     |       |     | 4-1 |     | 3-0 | 2-0 | 2-0 |     |     | 2-0 | 2-0 |     | 1-2 | 2-2 |     | 2-0 |     |     | 1-2 |
| Atlético-PR    | 2-2   |       |     |       | 2-2 |     |     | 3-2 | 1-0 |     |     | 1-2 |     |     | 1-1 | 1-0 |     | 4-1 | 3-0 | 3-1 |     |     |
| Botafogo       | 1-5   | 0-1   |     | 1-0   | 2-4 |     |     | 2-1 | 3-1 |     | 1-0 | 2-3 | 0-1 |     |     |     | 1-0 |     |     | 0-0 |     |     |
| Botafogo-SP    | 1-4   | 2-1   |     |       |     |     |     | 1-4 | 1-3 |     |     | 2-1 |     | 1-1 | 2-0 | 0-1 | 4-2 |     |     | 1-1 |     |     |
| Corinthians    | 0-4   |       |     | 4-1   |     | 3-2 |     | 1-2 |     |     |     | 4-2 |     | 1-4 | 1-0 | 1-2 |     | 1-0 |     |     | 2-4 | 5-1 |
| Coritiba       |       | 2-1   | 3-2 | 1-1   |     |     | 2-2 |     |     | 4-0 | 0-3 |     | 1-1 | 2-1 |     |     | 0-0 |     |     |     | 3-1 | 2-0 |
| Cruzeiro       | 3-0   | 3-1   | 4-1 | 2-1   | 1-3 |     |     |     |     |     | 1-3 | 3-1 |     |     | 5-2 |     |     | 2-1 |     | 1-0 | 2-1 |     |
| Flamengo       |       |       |     |       |     | 2-1 | 0-2 |     |     | 3-4 |     |     |     | 1-1 | 0-1 | 1-0 |     | 1-0 | 0-1 |     | 0-1 | 5-2 |
| Gama           |       |       |     |       | 2-4 | 1-1 | 2-3 | 1-1 |     | 2-1 | 0-1 |     | 0-0 |     |     |     | 2-1 |     | 0-0 | 3-2 |     |     |
| Grêmio         |       | 2-1   | 1-0 | 3-4   | 0-3 |     | 2-3 |     |     |     | 2-3 | 1-0 |     |     | 1-1 |     |     | 0-4 |     | 2-1 | 0-0 |     |
| Guarani        | 4-0   | 1-2   |     | 1-1   | 0-2 |     |     | 3-0 |     |     |     | 2-1 | 1-0 |     |     |     |     | 2-3 |     |     | 1-0 | 1-2 |
| Internacional  | 1-0   |       |     |       |     | 0-2 |     | 1-2 | 0-1 |     |     |     | 0-0 | 1-0 |     | 1-0 | 1-0 |     | 1-2 |     |     | 1-1 |
| Juventude      |       | 1-3   |     | 1-1   | 1-3 |     | 0-0 | 3-1 |     | 1-1 |     |     |     |     |     | 1-2 | 0-5 |     |     |     | 2-1 | 2-1 |
| Palmeiras      |       | 2-2   | 6-0 |       |     |     | 2-2 |     | 0-2 | 6-0 | 0-0 |     | 3-1 |     |     |     | 3-2 |     | 1-1 | 1-0 |     |     |
| Paraná         | 4-1   |       | 2-3 |       |     | 1-1 |     |     | 1-0 |     | 2-1 | 1-0 | 2-2 | 0-1 |     |     |     | 1-2 | 0-2 | 1-0 |     |     |
| Ponte Preta    |       |       | 1-1 |       |     | 2-0 | 2-2 |     | 0-0 | 2-0 | 0-0 |     |     | 1-2 | 1-0 |     | 2-1 |     | 2-0 | 2-0 |     |     |
| Portuguesa     |       | 2-0   |     |       | 0-1 |     | 1-1 | 2-3 |     | 1-1 | 1-0 |     |     |     | 2-2 |     |     | 2-1 | 1-2 |     | 1-1 | 1-3 |
| San Paolo      | 5-1   |       | 0-1 | 1-0   |     | 2-1 |     |     | 1-2 |     |     | 0-1 | 2-0 | 0-0 |     | 1-0 |     |     |     | 4-1 |     |     |
| Santos         |       |       | 0-1 | 2-0   | 1-4 | 1-1 | 3-3 |     |     | 2-1 | 1-2 |     | 3-0 |     |     |     |     | 3-2 |     |     | 1-1 | 0-0 |
| Sport          | 1-1   |       |     |       | 0-0 | 1-1 |     | 0-1 |     |     | 3-2 | 0-0 | 0-1 |     |     |     | 1-0 |     | 1-0 |     | 0-0 | 1-1 |
| Vasco da Gama  | 1-0   | 2-1   | 2-1 | 1-1   |     |     |     |     | 5-2 |     |     | 2-0 |     | 2-1 | 1-1 | 3-1 |     | 1-2 |     |     |     | 3-1 |
| Vitória        |       | 3-2   | 2-0 | 3-2   |     |     | 4-1 |     | 1-0 | 0-2 |     |     |     | 2-1 | 2-0 | 0-0 |     | 0-3 |     |     |     |     |

### Classifica
| Pos. | Squadra          | Pt | G  | V  | N | P  | GF | GS | DR  |
| ---- | ---------------- | -- | -- | -- | - | -- | -- | -- | --- |
| 1    | Corinthians      | 44 | 21 | 14 | 2 | 5  | 49 | 31 | +18 |
| 2    | Cruzeiro         | 42 | 21 | 12 | 6 | 3  | 46 | 32 | +14 |
| 3    | Vasco da Gama    | 36 | 21 | 10 | 6 | 5  | 33 | 23 | +10 |
| 4    | Ponte Preta      | 35 | 21 | 10 | 5 | 6  | 23 | 16 | +7  |
| 5    | San Paolo        | 34 | 21 | 11 | 1 | 9  | 35 | 24 | +11 |
| 6    | Vitória          | 34 | 21 | 10 | 4 | 7  | 31 | 33 | -2  |
| 7    | Atlético Mineiro | 33 | 21 | 10 | 3 | 8  | 39 | 30 | +9  |
| 8    | Guarani          | 33 | 21 | 10 | 3 | 8  | 31 | 22 | +9  |
| 9    | Athl. Paranaense | 31 | 21 | 9  | 4 | 8  | 36 | 31 | +5  |
| 10   | Palmeiras        | 31 | 21 | 8  | 7 | 6  | 36 | 23 | +13 |
| 11   | Santos           | 30 | 21 | 8  | 6 | 7  | 25 | 26 | -1  |
| 12   | Flamengo         | 29 | 21 | 9  | 2 | 10 | 30 | 33 | -3  |
| 13   | Coritiba         | 29 | 21 | 7  | 8 | 6  | 31 | 29 | +2  |
| 14   | Botafogo         | 26 | 21 | 8  | 2 | 11 | 23 | 37 | -14 |
| 15   | Gama             | 26 | 21 | 7  | 5 | 9  | 24 | 29 | -5  |
| 16   | Internacional    | 24 | 21 | 7  | 3 | 11 | 18 | 26 | -8  |
| 17   | Paraná           | 24 | 21 | 6  | 6 | 9  | 23 | 29 | -6  |
| 18   | Grêmio           | 22 | 21 | 6  | 4 | 11 | 24 | 43 | -19 |
| 19   | Juventude        | 22 | 21 | 5  | 7 | 9  | 18 | 32 | -14 |
| 20   | Botafogo-SP      | 21 | 21 | 5  | 6 | 10 | 27 | 38 | -11 |
| 21   | Portuguesa       | 18 | 21 | 4  | 6 | 11 | 27 | 31 | -4  |
| 22   | Sport Recife     | 17 | 21 | 3  | 8 | 10 | 14 | 25 | -11 |

### Verdetti
- Corinthians, Cruzeiro, Vasco da Gama, Ponte Preta, San Paolo, Vitória, Atlético Mineiro e Guarani qualificati ai quarti di finale.

#### Retrocessioni
Per determinare le retrocesse si fa la media pesata dei punti conquistati nelle stagioni 1998 e 1999 con la formula MediaPunti = [(Punti98 / 23) + (Punti99 / 21)] / 2. Nel caso di Gama e Botafogo-SP, che non avevano partecipato alla Série A 1998, la media punti viene calcolata solo relativamente alla stagione 1999. Le peggiori quattro in questa graduatoria vengono retrocesse in Série B.
| Pos. | Squadra       | Punti 1998 | Punti 1999 | Punti/Partita |
| ---- | ------------- | ---------- | ---------- | ------------- |
| 17   | Internacional | 32         | 24         | 1,267         |
| 18   | Botafogo      | 29         | 26         | 1,249         |
| 19   | Gama          | -          | 26         | 1,238         |
| 20   | Paraná        | 24         | 26         | 1,141         |
| 21   | Juventude     | 26         | 22         | 1,089         |
| 22   | Botafogo-SP   | -          | 21         | 1,000         |

- Gama,[2] Paraná, Juventude e Botafogo-SP retrocessi in Série B.

## Fase finale
|  | Quarti di finale | Quarti di finale | Quarti di finale | Quarti di finale | Quarti di finale |  |  | Semifinali       | Semifinali       | Semifinali  | Semifinali  | Semifinali |   |   | Finale           | Finale           | Finale | Finale | Finale |  |
|  |                  |                  |                  |                  |                  |  |  |                  |                  |             |             |            |   |   |                  |                  |        |        |        |  |
|  | 7                | Atlético Mineiro | Atlético Mineiro | 4                | 3                |  |  |                  |                  |             |             |            |   |   |                  |                  |        |        |        |  |
|  | 2                | Cruzeiro         | Cruzeiro         | 2                | 2                |  |  | Atlético Mineiro | Atlético Mineiro | 3           | 1           | 3          |   |   |                  |                  |        |        |        |  |
|  | 6                | Vitória          | 5                | 2                | 1                |  |  | Vitória          | Vitória          | 0           | 2           | 0          |   |   |                  |                  |        |        |        |  |
|  | 3                | Vasco da Gama    | 4                | 2                | 1                |  |  |                  |                  |             |             |            |   |   | Atlético Mineiro | Atlético Mineiro | 3      | 0      | 0      |  |
|  | 5                | San Paolo        | 3                | 1                | 3                |  |  |                  |                  | Corinthians | Corinthians | 2          | 2 | 0 |                  |                  |        |        |        |  |
|  | 4                | Ponte Preta      | 2                | 2                | 2                |  |  | San Paolo        | San Paolo        | San Paolo   | 2           | 1          |   |   |                  |                  |        |        |        |  |
|  | 8                | Guarani          | 0                | 0                | 1                |  |  | Corinthians      | Corinthians      | Corinthians | 3           | 2          |   |   |                  |                  |        |        |        |  |
|  | 1                | Corinthians      | 0                | 2                | 1                |  |  |                  |                  |             |             |            |   |   |                  |                  |        |        |        |  |

### Quarti di finale

#### Gara 1
| Arbitro: | Pereira da Silva |

|                                          |           |                              |
| Guilherme 12’ 32’ (rig.) Marques 61’ 70’ | Marcatori | 21’ Paulo Isidoro 51’ Müller |

| Arbitro: | Godói |

|                                                       |           |                                 |
| Artur 13’ Fernando 35’ 55’ (rig.) 66’ (rig.) Tuta 38’ | Marcatori | 6’ 11’ Viola 45+1’ 60’ Donizete |

| Arbitro: | Fagundes Filho |

|                                |           |                           |
| Marcelinho Paraíba 56’ 62’ 69’ | Marcatori | 31’ Claudinho 41’ Roberto |

| Campinas 14 novembre 1999 | Guarani   | 0 – 0 referto | Corinthians | Brinco de Ouro (29.793 spett.)\| Arbitro: \| Loebeling \| |
| Arbitro:                  | Loebeling |               |             |                                                           |

#### Gara 2
| Arbitro: | Godói |

|                           |           |                               |
| Ricardinho 34’ Müller 47’ | Marcatori | 38’ 80’ Guilherme 75’ Adriano |

| Arbitro: | Rezende de Freitas |

|                                |           |                           |
| Alex Oliveira 12’ Donizete 60’ | Marcatori | 45’ Cláudio Tauá 58’ Tuta |

| Arbitro: | Corrêa |

|                             |           |                   |
| Narcízio 73’ Adrianinho 89’ | Marcatori | 66’ Fábio Aurélio |

| Arbitro: | Pereira de Carvalho |

|                                       |           |  |
| Marcelinho Carioca 19’ Ricardinho 60’ | Marcatori |  |

#### Gara 3
| Arbitro: | Godói |

|                  |           |            |
| Mauro Galvão 59’ | Marcatori | 69’ Baiano |

| Arbitro: | Loebeling |

|                                           |           |                                        |
| Regis Pitbull 13’ (rig.) Luís Fabiano 37’ | Marcatori | 33’ (rig.) Raí 42’ Wilson 52’ Edmílson |

| Arbitro: | Corrêa |

|            |           |              |
| Luizão 65’ | Marcatori | 29’ Marcinho |

### Semifinali

#### Gara 1
| Arbitro: | Pereira da Silva |

|                               |           |  |
| Guilherme 3’ 37’ Belletti 45’ | Marcatori |  |

| Arbitro: | Pereira de Carvalho |

|                      |           |                                                       |
| Raí 29’ Edmílson 40’ | Marcatori | 23’ Nenê 31’ Ricardinho 53’ (rig.) Marcelinho Carioca |

#### Gara 2
| Arbitro: | Travassos |

|                                  |           |                      |
| Cláudio Tauá 72’ Pedro Paulo 86’ | Marcatori | 75’ (rig.) Guilherme |

| Arbitro: | Godói |

|                            |           |            |
| Ricardinho 44’ Edílson 72’ | Marcatori | 70’ Vágner |

#### Gara 3
| Arbitro: | Godói |

|  |           |                               |
|  | Marcatori | 11’ Marques 17’ 88’ Guilherme |

### Finale

#### Gara 1
| Arbitro: | Godói |

| |            | |
| Guilherme 1’ 27’ 43’ | Marcatori  | 39’ Vampeta 69’ Luizão |
| · Kléber P · Bruno D · Galván D · Cláudio Caçapa D · Ronildo D · Gallo C · Valdir Benedito C · Belletti C · Edgar C · Robert C · Marques A · Adriano C · Cairo C · Guilherme A | Formazioni | · P Dida · D César Prates · C Marcos Senna · D Luciano · D Márcio Costa · D Kléber · D Augusto · C Vampeta · C Rincón · C Gilmar Fubá · C Ricardinho · C Marcelinho Carioca · A Edílson · A Luizão |
| Humberto Ramos | Allenatori | Oswaldo de Oliveira |

#### Gara 2
| Arbitro: | Rezende de Freitas |

| |            | |
| Luizão 28’ 59’ | Marcatori  | |
| · Dida P · Índio D · João Carlos D · Márcio Costa D · Kléber D · Augusto D · Gilmar Fubá C · Vampeta C · Ricardinho C · Edu C · Marcelinho Carioca C · Marcos Senna C · Edílson A · 90+3’ Luizão A | Formazioni | · P Velloso · D Bruno · D Galván · D Cláudio Caçapa · D Ronildo · C Gallo · C Valdir Benedito · C Belletti · C Mancini · C Robert · C Adriano · A Curê · C Lincoln · A Guilherme |
| Oswaldo de Oliveira | Allenatori | Humberto Ramos |

#### Gara 3
| Arbitro: | Simon |

| |            | |
| · Dida P · Índio D · João Carlos D · Márcio Costa D · Kléber D · Vampeta C · Marcos Senna C · Rincón C · Gilmar Fubá C · Edu C · Ricardinho C · Marcelinho Carioca A · Dinei A · Edílson A | Formazioni | · P Velloso · D Bruno · D Galván · D Cláudio Caçapa · D Ronildo · C Gallo · C Valdir Benedito · C Mancini · C Belletti 83’ · C Robert · C Adriano · A Guilherme · A Lincoln · C Hernani |
| Oswaldo de Oliveira | Allenatori | Humberto Ramos |

### Verdetti
- Corinthians campione del Brasile 1999.
- Corinthians e Atlético Mineiro qualificati per la Coppa Libertadores 2000.

## Classifica marcatori
| Pos. | Giocatore          | Squadra          | Gol |
| ---- | ------------------ | ---------------- | --- |
| 1    | Guilherme          | Atlético Mineiro | 28  |
| 2    | Alex Alves         | Cruzeiro         | 21  |
| 2    | Luizão             | Corinthians      | 21  |
| 4    | Marcelinho Carioca | Corinthians      | 15  |
| 5    | Dodô               | Santos           | 13  |
| 5    | Edmundo            | Vasco da Gama    | 13  |
| 7    | França             | San Paolo        | 12  |
| 7    | Romário            | Flamengo         | 12  |
| 9    | Kléber Pereira     | Athl. Paranaense | 10  |
| 9    | Cláudio Tauá       | Vitória          | 10  |
| 9    | Tuta               | Vitória          | 10  |

## Torneo di qualificazioni alla Coppa Libertadores 2000
La CONMEBOL nel 1999 modificò radicalmente la formula della Coppa Libertadores: il numero di partecipanti fu aumentato da 23 a 34 e i 2 posti disponibili per le squadre brasiliane furono aumentati a 4. Da regolamento si sarebbero qualificati per la Coppa Libertadores 2000 le due squadre finaliste del campionato e la vincitrice della Coppa del Brasile e restava quindi un altro posto da assegnare. La CBF decise quindi di svolgere un torneo di qualificazione parallelo alla fase finale del campionato riservato alle squadre che non avevano più la possibilità di raggiungere la finale ad eccezione di quelle retrocesse e del Palmeiras, già qualificato di diritto come vincitore della Coppa Libertadores 1999.

### Primo turno
Andata 13 novembre 1999, ritorno 16 novembre 1999
| Squadra 1 | Totale | Squadra 2  | Andata | Ritorno |
| --------- | ------ | ---------- | ------ | ------- |
| Sport     | 3-4    | Portuguesa | 3-1    | 0-3     |

### Secondo turno
Andata 13 novembre 1999, ritorno 17 novembre 1999
| Squadra 1     | Totale | Squadra 2           | Andata | Ritorno |
| ------------- | ------ | ------------------- | ------ | ------- |
| Grêmio        | 3-1    | Santos              | 2-1    | 1-0     |
| Internacional | 2-1    | Flamengo            | 1-0    | 1-1     |
| Botafogo      | 2-3    | Coritiba            | 1-1    | 1-2     |
| Portuguesa    | 3-3    | Atlético Paranaense | 3-1    | 0-2     |

### Terzo turno
Andata 20, 25, 27 e 28 novembre 1999, ritorno 25, 28 novembre e 1º dicembre 1999
| Squadra 1   | Totale | Squadra 2           | Andata | Ritorno |
| ----------- | ------ | ------------------- | ------ | ------- |
| Grêmio      | 2-2    | Internacional       | 1-1    | 1-1     |
| Coritiba    | 3-5    | Atlético Paranaense | 1-4    | 2-1     |
| Ponte Preta | 4-4    | Vasco da Gama       | 3-2    | 1-2     |
| Guarani     | 3-4    | Cruzeiro            | 3-1    | 0-3     |

### Quarto turno
Andata 1º e 4 dicembre 1999, ritorno 4 e 8 dicembre 1999
| Squadra 1     | Totale | Squadra 2           | Andata | Ritorno |
| ------------- | ------ | ------------------- | ------ | ------- |
| Internacional | 2-3    | Atlético Paranaense | 1-1    | 1-2     |
| Vasco da Gama | 5-5    | Cruzeiro            | 3-1    | 2-4     |

### Semifinali
Andata 11 dicembre 1999, ritorno 16 dicembre 1999
| Squadra 1           | Totale | Squadra 2 | Andata | Ritorno |
| ------------------- | ------ | --------- | ------ | ------- |
| Atlético Paranaense | 5-4    | San Paolo | 4-2    | 1-2     |
| Cruzeiro            | 5-2    | Vitória   | 3-1    | 2-1     |

### Finale
Andata 18 dicembre 1999, ritorno 22 dicembre 1999
| Squadra 1           | Totale | Squadra 2 | Andata | Ritorno |
| ------------------- | ------ | --------- | ------ | ------- |
| Atlético Paranaense | 4-2    | Cruzeiro  | 3-0    | 1-2     |

### Verdetti
- Atlético Paranaense qualificato per la Coppa Libertadores 2000.
- Capocanniere: Lucas (Atlético Paranaense), 5 gol